# World Soccer
World Soccer este o revistă în limba engleză cu tematică fotbalistică publicată de IPC Media. Este specializată în fotbalul internațional. Contribuitorii ei în mod obișnuit îi include pe Brian Glanville, Sid Lowe și Tim Vickery. World Soccer este membră a ESM, un grup care produce și reviste sportive în alte limbi. Printre membri se numără A Bola, Don Balón, Kicker, La Gazzetta dello Sport și Sport Express. Membrii acestui grup aleg în fiecare lună o echipă europeană a lunii și una a anului.
Din 1982 World Soccer alege și un „Jucător al anului”, „Antrenorul anului” și „Echipa anului”. În 2005 au fost introduse și premiul pentru „Tânărul jucător al anului” și „Arbitrul anului”. În decembrie 1989, cititorii World Soccer au participat la un sondaj de opinie la care ales cei mai buni 100 de jucători ai secolului 20.

## Premii
| - 1982 – Paolo Rossi, Juventus (23%) - 1983 – Zico, Flamengo & Udinese (28%) - 1984 – Michel Platini, Juventus (54%) - 1985 – Michel Platini, Juventus (21%) - 1986 – Diego Maradona, Napoli (36%) - 1987 – Ruud Gullit, Milan (39%) - 1988 – Marco van Basten, Milan (43%) - 1989 – Ruud Gullit, Milan (24%) - 1990 – Lothar Matthäus, Inter Milan (22%) - 1991 – Jean-Pierre Papin, Marseille (25%) - 1992 – Marco van Basten, Milan (19%) - 1993 – Roberto Baggio, Juventus (14%) - 1994 – Paolo Maldini, Milan (27%) - 1995 – Gianluca Vialli, Juventus (18%) - 1996 – Ronaldo, PSV Eindhoven & Barcelona (17%) - 1997 – Ronaldo, Barcelona & Inter Milan (27%) - 1998 – Zinedine Zidane, Juventus (23%) - 1999 – Rivaldo, Barcelona (42%) - 2000 – Luís Figo, Barcelona & Real Madrid (26%) - 2001 – Michael Owen, Liverpool (31%) - 2002 – Ronaldo, Real Madrid (26%) - 2003 – Pavel Nedvěd, Juventus (36%) - 2004 – Ronaldinho, Barcelona (29%) - 2005 – Ronaldinho, Barcelona (39%) - 2006 – Fabio Cannavaro, Juventus (40%) - 2007 – Kaká, Milan (52%) - 2008 – Cristiano Ronaldo, Manchester United (48.4%) - 2009 – Lionel Messi, Barcelona (43.2%) - 2010 – Xavi, Barcelona - 2011 – Lionel Messi, Barcelona (60.2%) - 2012 – Lionel Messi, Barcelona (47.33%) - 2013 – Cristiano Ronaldo, Real Madrid - 2014 – Cristiano Ronaldo, Real Madrid - 2015 – Lionel Messi, Barcelona - 2016 – Cristiano Ronaldo, Real Madrid - 2017 – Cristiano Ronaldo, Real Madrid - 2018 – Luka Modrić, Real Madrid - 2019 – Lionel Messi, Barcelona |

| - 1982 – Enzo Bearzot, Italia (49%) - 1983 – Sepp Piontek, Danemarca (29%) - 1984 – Michel Hidalgo, Franța (30%) - 1985 – Terry Venables, Barcelona (30%) - 1986 – Guy Thys, Belgia (15%) - 1987 – Johan Cruijff, Ajax (25%) - 1988 – Rinus Michels, Țările de Jos & Bayer Leverkusen (48%) - 1989 – Arrigo Sacchi, Milan (42%) - 1990 – Franz Beckenbauer, Germania de Vest & Marseille (53%) - 1991 – Michel Platini, Franța (42%) - 1992 – Richard Møller-Nielsen, Danemarca (28%) - 1993 – Sir Alex Ferguson, Manchester United (21%) - 1994 – Carlos Alberto Parreira, Brazilia (17%) - 1995 – Louis van Gaal, Ajax (42%) - 1996 – Berti Vogts, Germania (28%) - 1997 – Ottmar Hitzfeld, Borussia Dortmund (17%) - 1998 – Arsène Wenger, Arsenal (28%) - 1999 – Sir Alex Ferguson, Manchester United (60%) - 2000 – Dino Zoff, Italia (18%) | - 2001 – Gérard Houllier, Liverpool (28%) - 2002 – Guus Hiddink, South Korea & PSV Eindhoven (28%) - 2003 – Carlo Ancelotti, Milan (20%) - 2004 – José Mourinho, Porto & Chelsea (36%) - 2005 – José Mourinho, Chelsea (60.1%) - 2006 – Marcello Lippi, Italia (36%) - 2007 – Sir Alex Ferguson, Manchester United (26%) - 2008 – Sir Alex Ferguson, Manchester United (38%) - 2009 – Pep Guardiola, Barcelona (62.1%) - 2010 – José Mourinho, Inter Milan & Real Madrid (48.3%) - 2011 – Pep Guardiola, Barcelona (33.1%) - 2012 – Vicente del Bosque, Spania (28.49%) - 2013 – Jupp Heynckes, Bayern München - 2014 – Joachim Löw, Germania - 2015 – Luis Enrique, Barcelona - 2016 – Claudio Ranieri, Leicester City - 2017 – Zinedine Zidane, Real Madrid - 2018 – Didier Deschamps, Franța - 2019 – Jurgen Klopp, Liverpool |

|   | Jucător           | Trofee |
| - | ----------------- | ------ |
| 1 | Ronaldo           | 3      |
| 1 | Lionel Messi      | 3      |
| 2 | Michel Platini    | 2      |
| 2 | Ruud Gullit       | 2      |
| 2 | Marco van Basten  | 2      |
| 2 | Ronaldinho        | 2      |
| 6 | Paolo Rossi       | 1      |
| 6 | Zico              | 1      |
| 6 | Diego Maradona    | 1      |
| 6 | Lothar Matthäus   | 1      |
| 6 | Jean-Pierre Papin | 1      |
| 6 | Roberto Baggio    | 1      |
| 6 | Paolo Maldini     | 1      |
| 6 | Gianluca Vialli   | 1      |
| 6 | Zinedine Zidane   | 1      |
| 6 | Rivaldo           | 1      |
| 6 | Luís Figo         | 1      |
| 6 | Michael Owen      | 1      |
| 6 | Pavel Nedvěd      | 1      |
| 6 | Fabio Cannavaro   | 1      |
| 6 | Kaká              | 1      |
| 6 | Cristiano Ronaldo | 1      |
| 6 | Xavi              | 1      |

|    | Țară          | Trofee |
| -- | ------------- | ------ |
| 1  | Brazilia      | 8      |
| 2  | Italia        | 5      |
| 3  | Franța        | 4      |
| 4  | Argentina     | 4      |
| 4  | Țările de Jos | 4      |
| 6  | Portugalia    | 2      |
| 7  | Germania      | 1      |
| 8  | Cehia         | 1      |
| 9  | Anglia        | 1      |
| 10 | Spania        | 1      |

### Tânărul jucător al anului
- 2005 –  Robinho, Santos (30%)
- 2006 –  Lionel Messi, Barcelona (36%)
- 2007 –  Lionel Messi, Barcelona (48%)
- 2008 –  Lionel Messi, Barcelona &  Argentina (44%)[2]
- 2009 –  Sergio Agüero, Atlético Madrid &  Argentina (45.1%)[3]
- 2010 –  Thomas Müller, Bayern München &  Germania (45.8%)[4]
- 2011 –  Neymar, Santos &  Brazilia (29.2%)[5]

### Arbitrul anului
- 2006 -  Horacio Elizondo (39%)
- 2005 -  Pierluigi Collina (31%)

### Echipa anului
| - 1982 – Brazilia (30%) - 1983 – Hamburger SV (29%) - 1984 – Franța (45%) - 1985 – Everton (42%) - 1986 – Argentina (15%) - 1987 – Porto (38%) - 1988 – Țările de Jos (43%) - 1989 – Milan (51%) - 1990 – Germania de Vest (28%) - 1991 – Franța (20%) - 1992 – Danemarca (37%) - 1993 – Parma (24%) - 1994 – Milan (33%) - 1995 – Ajax (50%) - 1996 – Nigeria (31%) - 1997 – Borussia Dortmund (20%) - 1998 – Franța (35%) - 1999 – Manchester United (61%) - 2000 – Franța (34%) | - 2001 – Liverpool (26%) - 2002 – Brazilia (24%) - 2003 – Milan (23%) - 2004 – Grecia (25%) - 2005 – Liverpool (27%) - 2006 – Barcelona (42%) - 2007 – Irak (22%) - 2008 – Spania (41%) - 2009 – Barcelona (75.9%) - 2010 – Spania (63.3%) - 2011 – Barcelona (44.2%) - 2012 – Spania (47.4%) - 2013 – Bayern München - 2014 – Germania - 2015 – Barcelona - 2016 – Leicester City - 2017 – Real Madrid - 2018 – Franța - 2019 – Liverpool |

## 100 cei mai buni jucători ai secolului al XX-lea
(Listă publicată în decembrie 1999)
| #  | Jucător            |
| -- | ------------------ |
| 1  | Pelé               |
| 2  | Diego Maradona     |
| 3  | Johan Cruijff      |
| 4  | Franz Beckenbauer  |
| 5  | Michel Platini     |
| 6  | Alfredo di Stéfano |
| 7  | Ferenc Puskás      |
| 8  | George Best        |
| 9  | Marco van Basten   |
| 10 | Eusébio            |
| 11 | Lev Yashin         |
| 12 | Bobby Charlton     |
| 13 | Ronaldo            |
| 14 | Bobby Moore        |
| 15 | Gerd Müller        |
| 16 | Roberto Baggio     |
| 17 | Stanley Matthews   |
| 18 | Zico               |
| 19 | Franco Baresi      |
| 20 | Garrincha          |
| 21 | Paolo Maldini      |
| 22 | Kenny Dalglish     |
| 23 | Gabriel Batistuta  |
| 24 | Éric Cantona       |
| 25 | Gheorghe Hagi      |

| #  | Jucător               |
| -- | --------------------- |
| 26 | Romário               |
| 27 | Jairzinho             |
| 28 | Zinédine Zidane       |
| 29 | Ruud Gullit           |
| 30 | John Charles          |
| 31 | Lothar Matthäus       |
| 32 | Gordon Banks          |
| 33 | Jürgen Klinsmann      |
| 34 | Dennis Bergkamp       |
| 35 | Karl-Heinz Rummenigge |
| 36 | Gary Lineker          |
| 37 | Giuseppe Meazza       |
| 38 | Rivelino              |
| 39 | Didi                  |
| 40 | Ian Rush              |
| 41 | Peter Schmeichel      |
| 42 | Paolo Rossi           |
| 43 | George Weah           |
| 44 | Michael Owen          |
| 45 | Just Fontaine         |
| 46 | Duncan Edwards        |
| 47 | Dino Zoff             |
| 48 | Hristo Stoichkov      |
| 49 | David Beckham         |
| 50 | Tom Finney            |

| #  | Jucător                 |
| -- | ----------------------- |
| 51 | Rivaldo                 |
| 52 | Claudio Caniggia        |
| 53 | Tostão                  |
| 54 | Frank Rijkaard          |
| 55 | José Luis Chilavert     |
| 56 | Kevin Keegan            |
| 57 | Paul Gascoigne          |
| 58 | Roger Milla             |
| 59 | Michael Laudrup         |
| 60 | Andriy Shevchenko       |
| 61 | David Ginola            |
| 62 | Glenn Hoddle            |
| 63 | Sócrates                |
| 64 | Roberto Carlos          |
| 65 | Alan Shearer            |
| 66 | Daniel Passarella       |
| 67 | Davor Šuker             |
| 68 | Dixie Dean              |
| 69 | Sándor Kocsis           |
| 70 | Juan Alberto Schiaffino |
| 71 | Christian Vieri         |
| 72 | Mario Kempes            |
| 73 | Johan Neeskens          |
| 74 | Luigi Riva              |
| 75 | José Nasazzi            |

| #   | Jucător              |
| --- | -------------------- |
| 76  | Günter Netzer        |
| 77  | Alessandro Del Piero |
| 78  | Carlos Valderrama    |
| 79  | Ricardo Zamora       |
| 80  | Enzo Francescoli     |
| 81  | Edgar Davids         |
| 82  | Francisco Gento      |
| 83  | Jim Baxter           |
| 84  | Falcão               |
| 85  | Ryan Giggs           |
| 86  | Sepp Maier           |
| 87  | Zbigniew Boniek      |
| 88  | Pat Jennings         |
| 89  | György Sárosi        |
| 90  | Giacinto Facchetti   |
| 91  | Alan Hansen          |
| 92  | Raymond Kopa         |
| 93  | Bryan Robson         |
| 94  | Matthias Sammer      |
| 95  | Ladislao Kubala      |
| 96  | Neville Southall     |
| 97  | Gérson               |
| 98  | Paulo Futre          |
| 99  | Preben Elkjær        |
| 100 | Bebeto               |